# Howard (South Dakota)
Howard er en amerikansk by og administrativt centrum for det amerikanske county Miner County i staten South Dakota. I 2000 havde byen et indbyggertal på 1.071.
44°00′38″N 97°31′35″V / 44.0106°N 97.5264°V